# چشمه زرد (شوسف)
چشمه زرد روستایی در دهستان عربخانه بخش شوسف شهرستان نهبندان استان خراسان جنوبی ایران است.

## جمعیت
بر پایه سرشماری عمومی نفوس و مسکن در سال ۱۳۹۵ جمعیت این روستا ۷۰ نفر (۲۳خانوار) بوده‌است.